# Terminalia laxiflora
Terminalia laxiflora är en tvåhjärtbladig växtart som beskrevs av Adolf Engler. Terminalia laxiflora ingår i släktet Terminalia och familjen Combretaceae. Inga underarter finns listade i Catalogue of Life.